# Aiko Satóová
Aiko Satóová (japonsky 佐藤 愛子), (* 18. října 1983 v Najoru, Japonsko) je bývalá japonská zápasnice – judistka.

## Sportovní kariéra
S judem začala v 9 letech. V japonské seniorské reprezentaci se prosadila až po změně váhové kategorie v roce 2006. V roce 2008 si zajistila nominaci na olympijské hry v Pekingu. Olympijský turnaj však pro ní nedopadl dobře, ve čtvrtfinále nezvládla taktickou bitvu s domácí Číňankou Sü Jen a v opravách si ke všemu prolomila pravé koleno. Po olympijských hrách podstoupila plastiku a na tatami se vrátila po roce. Během rekonvalescence její místo rychle zaujala Kaori Macumotová, se kterou svedla neúspěšnou nominační bitvu na olympijské hry v Londýně v roce 2012. Sportovní kariéru ukončila v roce 2013. Žila rok ve Spojených státech v San José, kde pomáhala s přípravou Marti Malloyové.

### Vítězství
- 2010 – 2× světový pohár (Budapešť, Rotterdam)
- 2011 – 2× světový pohár (Oberwart, Moskva)

## Výsledky
| Turnaj            | 2000           | 2001           | 2002           | 2003           | 2004           | 2005           | 2006       | 2007       | 2008       | 2009       | 2010       | 2011       |
| Turnaj            | 17             | 18             | 19             | 20             | 21             | 22             | 23         | 24         | 25         | 26         | 27         | 28         |
| Turnaj            | pololehká váha | pololehká váha | pololehká váha | pololehká váha | pololehká váha | pololehká váha | lehká váha | lehká váha | lehká váha | lehká váha | lehká váha | lehká váha |
| ----------------- | -------------- | -------------- | -------------- | -------------- | -------------- | -------------- | ---------- | ---------- | ---------- | ---------- | ---------- | ---------- |
| Olympijské hry    |                |                |                |                | —              |                |            |            | 7.         |            |            |            |
| Mistrovství světa |                | —              |                | —              |                | —              |            | 3.         |            | —          | —          | 1.         |
| Asijské hry       |                |                | —              |                |                |                | 2.         |            |            |            | —          |            |
| Mistrovství Asie  | —              | —              |                | 2.             | —              | —              |            | 1.         | —          | —          |            | 1.         |
| MS juniorů        | 3.             |                | 1.             |                |                |                |            |            |            |            |            |            |